# Miau (gato)
Miau (c. 2010 - 5 de mayo de 2012), también conocido como Miau el gato obeso, era un gato doméstico macho que atrajo la atención internacional cuando un refugio de animales publicitó los esfuerzos para adelgazarlo, en un intento de que lo adoptaran. Sin embargo, Miau murió de insuficiencia pulmonar dos semanas después de ingresar al refugio de animales, el 5 de mayo de 2012. Era el gato más pesado del mundo en el momento de su muerte, pesando 39,6 libras (18,0 kilogramos).

## Peso
Los gatos domésticos son tan grandes como la mayoría de los demás miembros del género Felis, por lo general pesan entre 4 kilogramos (8,8 libras) y 5 kilogramos (11 libras). Miau pesaba 18,0 kilogramos (39,7 libras), el gato más pesado del mundo, aunque no registrado. Himmy, un gato de Australia, pesaba 21,3 kilogramos (46,8 libras) al morir durante su décimo año, en 1986. El Libro Guinness de los récords ha retirado el título desde entonces para desalentar la sobrealimentación deliberada.
Siendo el gato más pesado del mundo, Miau aparecía ocasionalmente en programas de televisión estadounidenses. En 2010 apareció en un episodio de Anderson Live, que fue presentado por la personalidad de la televisión estadounidense Anderson Cooper. Meow apareció nuevamente en Anderson Live el 30 de abril de 2012, con Cooper cargando al gato gordo.

## Pérdida de peso y muerte
Miau fue trasladado al Refugio de Animales y Sociedad Protectora de Animales de Santa Fe (Nuevo México) dos semanas antes de morir  porque su dueño de 87 años ya no podía cuidarlo. El refugio de animales alimentó al gato con una estricta dieta alta en proteínas para adelgazar y también planeaba dar a conocer a Miau y su dieta en su página de Facebook. Se esperaba que la publicidad del felino despertara interés en su adopción. Perdió dos libras (0.9 kilogramos) en el refugio de animales, y el refugio planeó hacerle perder al menos ocho más (3.6 kilogramos) para que pudiera ser adoptado. Sin embargo este contrajo problemas respiratorios el 2 de mayo de 2012; después de someterse a una serie de pruebas, que incluían radiografías y ecografías cardíacas, se le administró oxigenoterapia.
El 4 de mayo fue llevado a un hospital veterinario para someterse a un tratamiento de emergencia: cuatro veterinarios intentaron salvarlo, pero murió durante la tarde del 5 de mayo.